# Il fiume della vita (romanzo)
Il fiume della vita (To Your Scattered Bodies Go, 1971) è un romanzo di fantascienza di Philip José Farmer, il primo del ciclo del Mondo del Fiume (Riverworld). L'opera ha vinto il premio Hugo nel 1972 come miglior romanzo.
Il tema principale del ciclo è la risurrezione dopo la morte dell'intera specie umana su un gigantesco pianeta caratterizzato da un fiume lungo milioni di chilometri, che scorre fra i due poli. Su questo mondo numerosi personaggi sia storici che sconosciuti si avvicendano in una ricerca delle entità che hanno operato la risurrezione, dei loro scopi e dei segreti del Mondo del Fiume.

## Trama
Lo scrittore ed avventuriero Richard Francis Burton muore nel 1890, risvegliandosi dopo la morte in una camera sterminata fra miliardi di corpi fluttuanti nell'aria, che prendono a cadere assieme a lui. Si risveglia in una vallata attraversata da un fiume, nudo, assieme a tutto il resto dell'umanità. Fa conoscenza con personaggi più o meno noti provenienti da tutte le epoche storiche: lo scrittore di fantascienza Peter Frigate, Alice Liddell, l'ispiratrice del romanzo Alice nel Paese delle Meraviglie, l'alieno Monat, il pre-umano Kazz.
Qualche tempo dopo i primi tentativi di organizzare la propria esistenza nella nuova, sorprendente situazione, Burton si avventura con altri compagni in un'esplorazione fluviale verso le sorgenti del fiume. Vengono tuttavia fatti prigionieri da Hermann Göring e da Servio Tullio, dai quali fuggono solo dopo diverse peripezie, scoprendo che se muoiono vengono resuscitati in un altro punto sulle rive del fiume.
Scoperto il suo strano risveglio nella sala delle resurrezioni, a Burton viene data la caccia dagli Etici, gli esseri che hanno creato il Mondo del Fiume. Dalla parte di Burton un Etico rinnegato, l'agente X. Burton tenta sia di sfuggire alla caccia degli Etici sia di raggiungere le lontanissime sorgenti del fiume dove si trova un'altissima torre, sede degli Etici.
Per fare ciò usa come "mezzo di trasporto" il suicidio, che compie ben 777 volte, ma infine viene catturato, interrogato e sottoposto a cancellazione della memoria; l'agente X riesce comunque a farlo rimandare con la memoria intatta nella valle, per usarlo come proprio agente.

## Edizioni
- To Your Scattered Bodies Go, Putnam Publishing Group, 1971, ISBN 9-997-51198-0.
- Il fiume della vita, traduzione di Gabriele Tamburini, Collana Cosmo Argento n° 8, Editrice Nord, 1971,  p. 190, ISBN 88-429-0017-6.
- Il fiume della vita, traduzione di Gabriele Tamburini, Collana Urania n° 1205, Milano, Arnoldo Mondadori Editore, 1993,  p. 192.[2]
- Il fiume della vita, traduzione di Gabriele Tamburini, Collana Oscar Fantascienza n° 115, Milano, Arnoldo Mondadori Editore, 1994,  p. 288, ISBN 88-04-38200-7. - Urania Collezione n° 267, Milano, Mondadori, giugno 2024.